# Parafroneta subalpina
Parafroneta subalpina là một loài nhện trong họ Linyphiidae.
Loài này thuộc chi Parafroneta. Parafroneta subalpina được A. David Blest & Cor J. Vink miêu tả năm 2002.